# 9815 Mariakirch
A 9815 Mariakirch (ideiglenes jelöléssel 2079 P-L) a Naprendszer kisbolygóövében található aszteroida. Cornelis Johannes van Houten, Ingrid van Houten-Groeneveld és Tom Gehrels fedezte fel 1960. szeptember 24-én.